# Stormfloden i Nordsjön november 2007

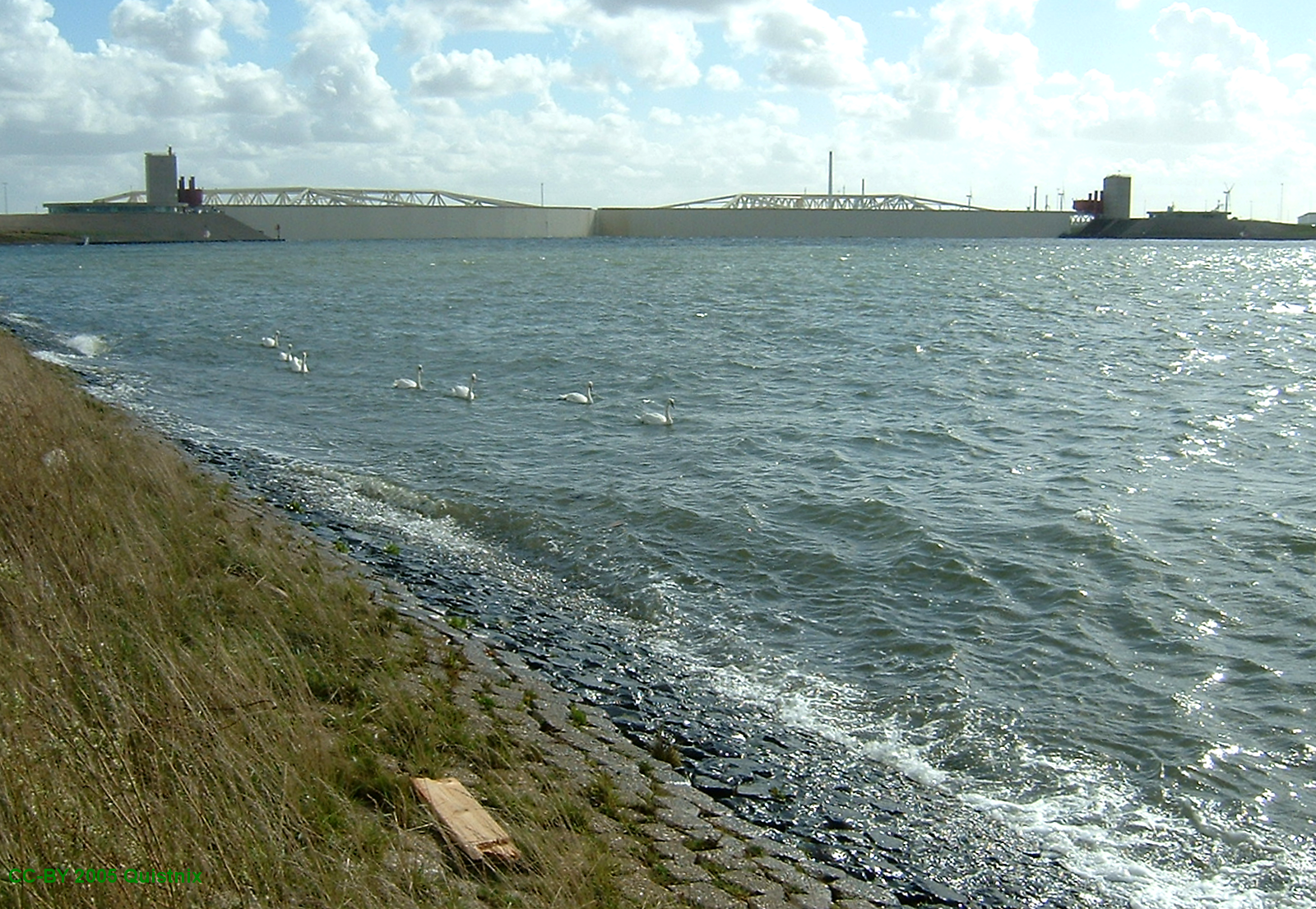
Maeslantbarriären i stängt läge, sett utifrån. Bilden tagen vid en provstängning.

Stormfloden i Nordsjön november 2007 var ett stormväder som drabbade Nordsjökusterna till Nederländerna, Storbritannien, Tyskland, Danmark och Norge. 
Den 7 november drog ett lågtryck in från Atlanten söder om Island och vidare över norra Nordsjön och in över svenska Västkusten. Lågtrycket förde med sig hårda vindar och snöfall. Ett olyckligt väderläge gav upphov till ovanligt högt vattenstånd, när detta kombinerades med tidvattenvariationerna uppstod en så kallad stormflod med ett extremt högvatten.
Det norska Meteorologisk institutt har i samarbete med oljeutvinningsbranschen gett ovädret namnet: Andrea. Den meteorologiska institutionen på Berlins fria universitet gav lågtrycket namnet Tilo.
Stormfloden förutspåddes nå sitt maximum under fredagen den 9 november, varför de europeiska vädertjänsterna gick ut med varningar. Bland annat fanns risken för att en del skyddsvallar inte skulle räcka till, med översvämningar som följd.
Översvämningsvarningar utfärdades för Storbritannien och Nederländerna för den 9 november
. 
I Sverige varnades för högt vattenstånd i Kattegatt

Oljeplattformar i Nordsjön stängdes i förebyggande syfte.

Delar av Europas största hamn i Rotterdam stängde inför fredagsmorgonen. Hamnen som ligger i en flodmynning skyddades från översvämning genom att en 360 meter bred skyddsbarriär läggs ut, Maeslantbarriären; det är första gången som den har använts sedan den uppfördes.

På kvällen fredagen den 9 november hade inga större översvämningar inträffat, och effekterna blev inte så stora som befarat beroende på att vindarna avtog. Dock översvämmades till exempel vägar och gator i vissa delar av Suffolk på Englands ostkust.